# باشگاه ورزشی العروبه
باشگاه ورزشی العروبه (عربی: نادي العروبة الرياضي‎؛ که در زبان محلی با نام المارد یا "غول(ها)" یا به طور ساده با نام العروبه شناخته می‌شود) یک باشگاه ورزشی مستقر در صور، عمان است. بخش فوتبال این باشگاه در حال حاضر در لیگ حرفه‌ای عمان بازی می‌کند. زمین خانگی آنها مجموعه ورزشی صور است. این ورزشگاه متعلق به دولت است، اما باشگاه همچنین مالک ورزشگاه و تجهیزات ورزشی و همچنین امکانات تمرینی خود است. این باشگاه همچنین در ای‌اف‌سی کاپ در مراحل قاره‌ای شرکت کرده است.